# Résidence officielle du Premier ministre (Portugal)
La résidence officielle du Premier ministre (en portugais : Residência Oficial do Primeiro-Ministro) est un hôtel particulier situé à Lisbonne, qui accueille les bureaux — et éventuellement la résidence officielle — du Premier ministre du Portugal.
Elle jouxte le parc du palais de São Bento, siège de l'Assemblée de la République. En raison de cette proximité, elle reçoit le surnom de « manoir de São Bento » (Palacete de São Bento).

## Historique

### Construction
La construction du bâtiment a été commandée par Joaquim Machado Cayres, en 1877, aux fins d'en faire sa résidence personnelle. Le terrain choisi, d'une superficie de deux hectares, accueillait également un couvent de l'ordre de Saint-Benoît, édifié en 1598.
À la suite de l'extinction des ordres religieux, le couvent a été transformé en palais de São Bento, et est devenu le nouveau lieu de réunion et de travail des députés.

### Acquisition
En 1928, le nouveau régime autoritaire exproprie le manoir, afin d'en faire la résidence officielle du président du Conseil des ministres. Une fois des travaux réalisés, António de Oliveira Salazar s'y installe en mai 1938, mais l'inauguration a lieu onze mois plus tard. À l'occasion des travaux, un escalier a été bâti afin de faciliter les déplacements vers le Parlement. Avec l'arrivée au pouvoir de Marcelo Caetano, à la suite du départ de Salazar en 1968, l'édifice a subi de nombreuses transformations, seules subsistant les façades originelles. 

### Les modifications après 1974
Après la révolution des Œillets, la demeure et le jardin ont subi quelques modifications, mais il a fallu attendre 1986, à l'époque d'Aníbal Cavaco Silva, pour que de nouveaux travaux de réfection soient engagés, donnant au bâtiment une meilleure fonctionnalité et une image plus moderne. Le garage à étage, notamment, a été remplacé par une résidence pouvant accueillir les visiteurs étrangers.
En 2007, afin d'accroître l'efficience énergétique de la résidence, une éolienne, d'une capacité de production de 3,5 MWh/an, et des panneaux photovoltaïques, pouvant produire jusqu'à 6,7 MWh/an, ont été installés.

## Organisation
Au rez-de-chaussée du bâtiment se trouve, immédiatement à droite du hall, la salle des visites (Sala de Visitas). Celle-ci communique par une porte avec la salle des audiences (Sala de Audiências). La salle des audiences est elle-même reliée à la salle à manger (Sala de Jantar), qui donne directement sur les jardins, qui accueillent une piscine et un parc boisé, notamment. 
L'étage est pour sa part destiné à l'activité gouvernementale propre, avec la salle de réunion du conseil des ministres et les bureaux du Premier ministre.